# Apodanthera undulata
Apodanthera undulata är en gurkväxtart som beskrevs av Asa Gray. Apodanthera undulata ingår i släktet Apodanthera och familjen gurkväxter. Utöver nominatformen finns också underarten A. u. australis.